# Холм Жирковски
Холм Жирковски (рус. Холм-Жирковский) насељено је место са административним статусом варошице (рус. посёлок городского типа) на западу европског дела Руске Федерације. Насеље је смештено у источном делу Холм Жирковског рејона, на северу Смоленске области.
Према процени из 2014. у вароши је живело 3.308 становника. 

## Географија
Варошица Холм Жирковски смештена је у југоисточном делу истоименог рејона, на северу Смоленске области. Насеље лежи на око 130 километара североисточно од административног центра области, града Смоленска, и на око 300 км западно од главног града Москве. 
На око 40 км од града пролази аутопут који повезује Москву са Минском.

## Историја
Насеље се по први пут у писаним изворима помиње 1708. године као село Холм у границама Бељског округа, а садашње име вероватно потиче од презимена локалне књажевске фамилије Жирковски.
Садашњи административни статус насеље носи од 1971. године. Године 2008. варошица је службено обележила 300 година од оснивања. 

## Демографија
Према подацима са пописа становништва 2010. у варошици је живело 5.145 становника, док је према проценама за 2014. насеље имало 3.308 становника.
| 1979. | 1989. | 2002. | 2010. | 2014. |
| ----- | ----- | ----- | ----- | ----- |
| 3.035 | 3.666 | 3.826 | 3.491 | 3.308 |